# 善兵衛ランド
善兵衛ランド（ぜんべえランド）は、大阪府貝塚市にある天文台兼博物館。名称は江戸時代の望遠鏡製作者である岩橋善兵衛にちなむ。

## 概要
1992年（平成4年）開館。市立の公共施設として天文台が設置されており、直径6.5メートルの天体観測ドーム内に口径60センチメートルのニュートン・カセグレン式反射望遠鏡や口径10センチメートルの屈折望遠鏡2台のほか、太陽プロミネンスや太陽スペクトルの観測装置などを備える。また観望会などで利用するための10センチ屈折望遠鏡や双眼鏡を各10台保有する。基本的に毎週木・金・土曜日に夜間天体観察会を行っているほか、昼間は太陽の観察を行うことができる。
展示室では善兵衛が作成した望遠鏡などの天体観測機器や測量機器・著書などの資料展示や、古代の星図などのパネル展示を行なっており、研修室を利用しての天文教室なども開催している。個人での入館料は無料（団体は別途）。

## 開館・休館
- 開館日時
  - 日曜日・月曜日・火曜日：9時 - 17時
  - 木曜日・金曜日・土曜日：9時 - 21時45分

毎週水曜日を定例休館日としているほか月末は望遠鏡の保守を行なうため休館としているが、水曜日が祝日にあたる場合や休館日が土日祝日に重なる場合は翌日以降に振替休日となる。詳細は公式サイト参照。